# Ultimo (Sydney)
Ultimo – geograficzna nazwa dzielnicy (przedmieścia) położonej na terenie samorządu lokalnego City of Sydney, wchodzącego w skład aglomeracji Sydney, w stanie Nowa Południowa Walia w Australii.

## Galeria

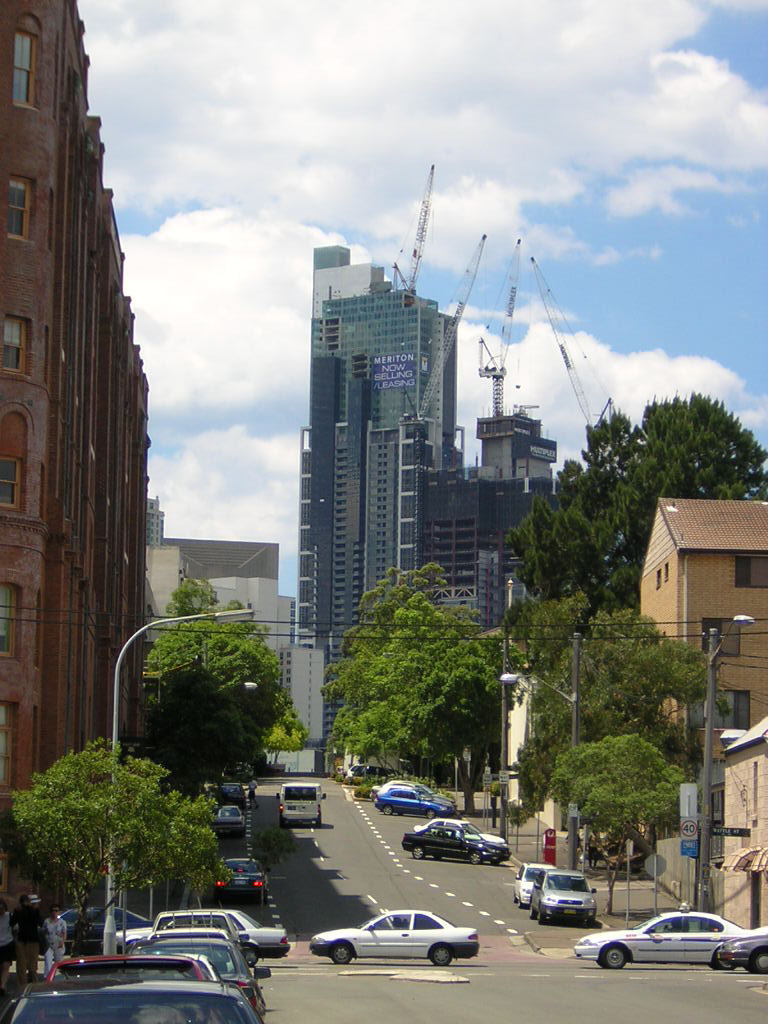
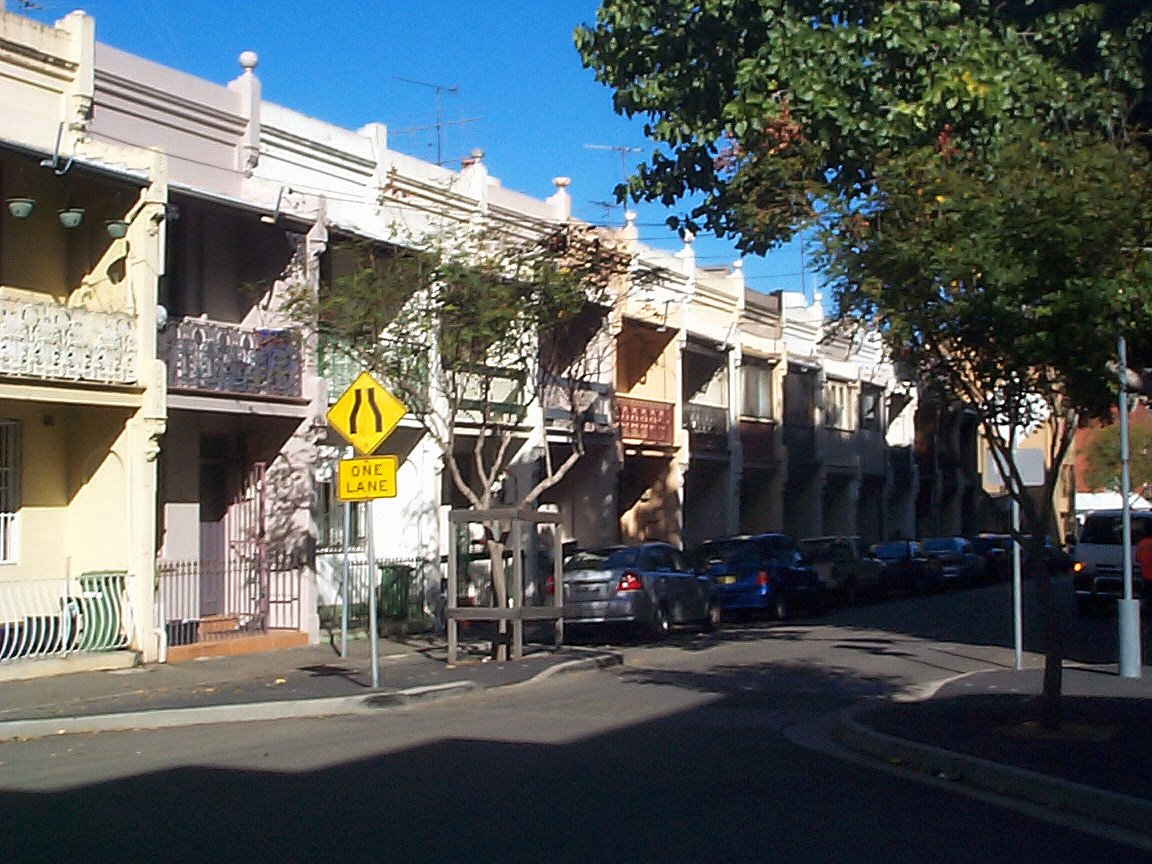
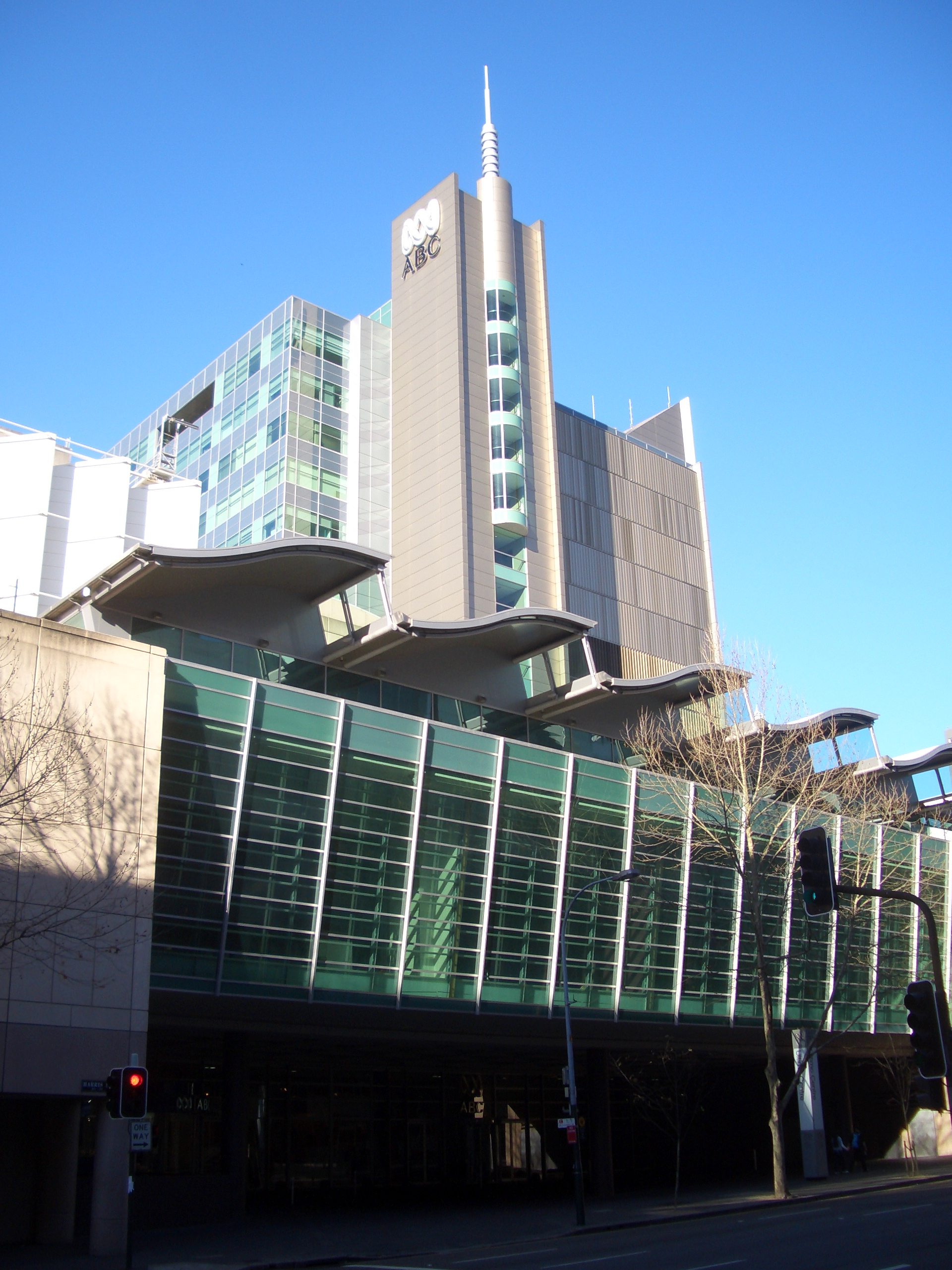